# Xavier Maniguet
Xavier Maniguet (17 octobre 1946 - 22 mars 2009) est un pilote, écrivain, médecin et colonel français, tropicaliste, spécialiste de médecine aéronautique, de médecine hyperbare et de médecine du sport.
Il est connu pour avoir été le skipper de l'Ouvéa, le voilier utilisé pour acheminer des explosifs et du matériel de plongée lors de l'opération du Rainbow Warrior.

## Biographie
Médecin spécialiste des médecines aéronautique et hyperbare et colonel de l’armée française, également agent du service action de la DGSE, les services français de renseignement extérieur, Xavier Maniguet est impliqué dans l'affaire du Rainbow Warrior. Il a en effet participé à l'opération Satanic qui a consisté à couler le navire de Greenpeace dans le port d'Auckland, en tant que skipper de l'Ouvéa le voilier loué en Nouvelle-Calédonie, qui transportait des explosifs et du matériel de plongée. Son équipage était composé de Roland Verge, Gérald Andries et Jean-Michel Barcelo, tous trois sous-officiers au centre d'instruction des nageurs de combat d'Aspretto, en Corse. 
Mis en cause par une partie de la presse, il conteste dans l'hebdomadaire Paris-Match le fait que lui et ses équipiers soient directement impliqués dans l'opération et affirme que le voilier Ouvéa avait quitté le port d'Auckland la veille de l'attentat. Il écrit le livre French Bomber - Enfin la vérité l'affaire du Rainbow Warrior en 2007 pour donner sa version des faits
,.
Xavier Maniguet est mort le 22 mars 2009 dans un accident d'avion sur le glacier de Saint-Sorlin près de Saint-Sorlin-d'Arves, après avoir décollé de l'altiport de Méribel (Savoie),. 

## Ouvrages
- L'Aventure pour l'aventure[12], Carrère-Lafon, 1986
- Survivre, comment vaincre en milieu hostile[13],[14],[15],[16],[17], préface de Pierre Schoendoerffer, Albin Michel, 1988  (ISBN 978-2226217899), (parution en traduction anglaise : Survival, how to prevail in hostile environments, 1992)
- Naufragés, comment survivre en mer[18],  Filipacchi, 1989  (ISBN 978-2850185946)
- Le Guide de l'homme d'action, Albin Michel, 1990  (ISBN 978-2226040985)
- Les dents de la mort : le plus grand prédateur des mers, terreurs mythiques et dangers réels[19], Robert Laffont, 1991  (ISBN 978-2221070703), (parution en traduction anglaise : The Jaws of Death, 1994)
- Les Énergies du stress, Robert Laffont, 1994  (ISBN 978-2221073032) lire en ligne sur Gallica
- La montagne et vous, Albin Michel, 1999  (ISBN 978-2226110589), (parution en traduction espagnole : La biblia del montañero, 2000)
- Mieux être : vivre longtemps en pleine forme, sans gélules et sans stress[20],[21], Albin Michel, 2005  (ISBN 978-2226158680)
- French bomber : Enfin la vérité sur le Rainbow Warrior[7], Éditions Michalon, 2007  (ISBN 978-2841864218)
- Bien vivre avec son stress[22], Éditions De Vecchi, 2007  (ISBN 978-2732887661)